# Zonhoven
Zonhoven este o comună din regiunea Flandra din Belgia. Comuna este formată din localitățile Zonhoven, Termolen, Halveweg și Terdonk. Suprafața totală a comunei este de 39,34 km². La 1 ianuarie 2008 comuna avea o populație totală de 20.306 locuitori. 
Zonhoven se învecinează cu comunele Hasselt, Houthalen-Helchteren, Genk și Heusden-Zolder.

## Locuitori celebri
- Lieve Baeten (1954-2001), ilustratoare și autoare de cărți pentru copii
- Bieke Broux (1985), om de știință și cercetătoare în domeniul sclerozei multiple
- Anke Buckinx (n. 1980, Maasmechelen), VJ și prezentatoare de emisiuni de radio și televiziune
- Koen Buyse (1977), solist al trupei rock Zornik
- Rik Ceulemans (n. 1972, Hasselt), atlet
- Patrick Claesen (n. 1965, Hasselt), alias Pat Krimson, fost membru al trupei Leopold 3, solist al trupei de muzică electronică 2 Fabiola, DJ și producător muzical
- Bert Dries (Musketon) (1989), designer grafic premiat
- Luc Indestege (1901-1974), scriitor
- Kikx, trupă muzicală formată din băieți
- Ingrid Lieten (n. 1964, Hasselt), ministru în guvernul Flandrei
- Luc Nilis (1967), fotbalist
- Roel Paulissen (n. 1976, Hasselt), practicant de mountain biking
- Marleen Renders (n. 1968, Diest), maratonistă
- Charlotte Timmers (1988), actriță
- Chris Thys (1954), actriță, sora lui Leah Thys
- Leah Thys (1945), actriță, sora lui Chris Thys
- Pierre Vanbrabant (2007), muzician
- Jos Vandeloo (1925-2015), scriitor
- Marilou Vanden Poel-Welkenhuysen (1941), deputată (1981–1985, 1995–2001) și senatoare (1985–1987, 1991–1995), primar al comunei Zonhoven (1983–1988, 1995–2007)
- Margot Vanderstraeten (n. 1967, Hasselt), scriitoare
- Tim Vanhamel (1977), solist al trupelor rock Millionaire și Evil Superstars
- Francesca Vanthielen (n. 1972, Eeklo), actriță, gazdă de emisiuni de televiziune
- Wout Wijsmans (n. 1977, Hasselt), jucător de volei

## Localități înfrățite
- Australia: Gayndah.